# 67-я гвардейская тяжёлая танковая бригада
67-я отдельная гвардейская тяжёлая танковая Краснознамённая ордена Суворова бригада (67 гв. оттбр) — гвардейское формирование (соединение, танковая бригада) РККА ВС СССР в период Великой Отечественной войне.
Использовалось на направлении главного удара для прорыва глубоко эшелонированной обороны, штурма сильно укреплённых крепостей и крупных городов. Тяжёлые танки ИС-2 танковых бригад применялись, как танки непосредственной поддержки пехоты. Неоценимый вклад тяжёлые танковые бригады внесли при осуществлении крупных наступательных операций Красной Армии на завершающем этапе войны и в штурме Берлина.

## История

### 29-я отдельная Краснознамённая танковая бригада
2 апреля 1942 года — бригада сформирована из 30-го танкового полка 9-й кавалерийской дивизии и отдельных танковых рот 1-го и 2-го формирования 59-й армии как 29-я танковая бригада. Находится в резерве Ставки ВГК.
Апрель 1942 года — бригада передаётся на Волховский фронт в распоряжение 59-й армии.
Январь — февраль 1944 года — участие в Ленинградско-Новгородской наступательной операции по разгрому группы армий «Север» и освобождению Новгорода.
Июнь 1944 года — бригада переводится на Карельский фронт, в 7-ю армию. Принимает участие в Выборгско-Петрозаводской наступательной операции. Форсирует реку Свирь. После завершения операции, бригада поступает в распоряжение Ставки ВГК.
Январь 1945 года — по распоряжению Ставки ВГК бригада направляется на переформирование.

### 67-я отдельная тяжёлая Краснознамённая танковая бригада

#### Создание бригады

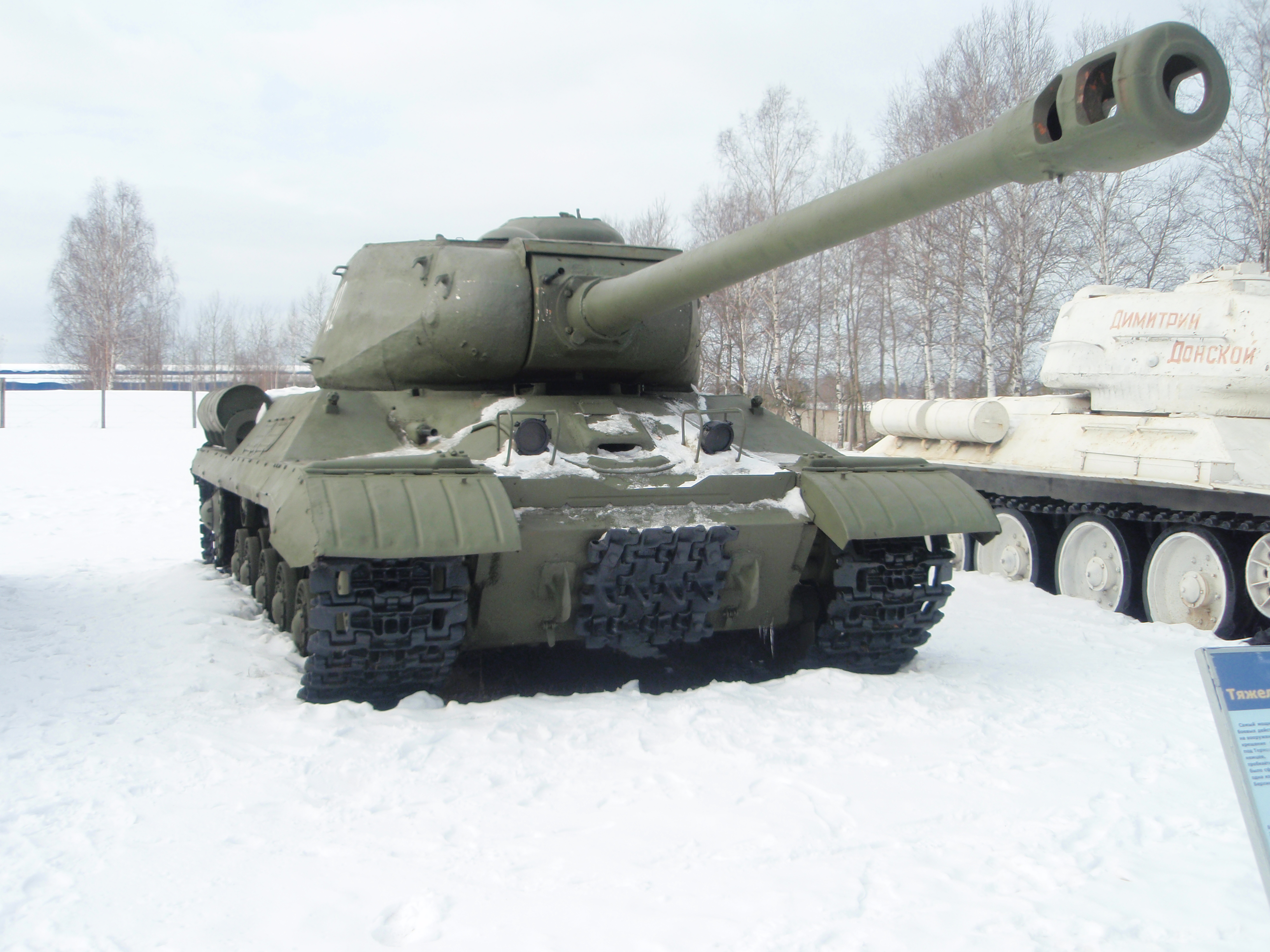
Тяжёлый танк ИС-2М.

12 февраля 1945 года — Львовский военный округ. 29-я танковая бригада переименовывается в 67-ю отдельную гвардейскую Краснознамённую тяжёлую танковую бригаду. Появление тяжёлых танковых бригад было вызвано необходимостью создания мощных, мобильных соединений, способных сокрушить оборону противника, «проутюжить» передний край, подавить пулемётные точки и артиллерийские батареи, и ввести в прорыв стрелковые части. Будучи приданы стрелковым дивизиям и задав высокий темп наступления, они не оставляли пехоту, помогали отражать контратаки противника, уничтожая живую силу и танки. Вместе с тем, могли совершить стремительный марш, внезапно, с ходу атаковать укреплённый пункт.
Для решения этой задачи необходимо два условия: люди и техника. Первое решалось эффективной, хорошо отлаженной системой подбора, обучением и подготовкой кадров для бронетанковых войск, второе — созданием тяжёлого танка ИС-2. Как правило, командир тяжёлой танковой бригады был выпускником академии бронетанковых войск, командиры танков и механики-водители заканчивали танковые училища — оба были офицеры, командир орудия и заряжающий (старшина и старший сержант) проходили обучение в учебных танковых полках. Обучение происходило под определённый тип танка.
К концу 1944 года производство тяжёлого танка ИС-2 было хорошо отлажено, недостатки предыдущей модели ИС-1 устранены, танк получил новую, мощную 122-мм пушку и усиленную броневую защиту и являлся одним из сильнейших тяжёлых танков в мире.

#### Подготовка кБерлинской наступательной операции
27 февраля 1945 года — по распоряжению Ставки ВГК бригада передаётся в резервное управление 1-го Белорусского фронта и передислоцируется из Ровно, в зону действия 1-го Белорусского фронта.
07 апреля 1945 года — согласно боевому распоряжению штаба 1-го Белорусского фронта № 0056, 67-я гв. тяжёлая танковая бригада передаётся из резерва фронта в распоряжение командующего 5-й Ударной армии.
08 апреля 1945 года — бригада ночью, скрытно сосредотачивается в лесу у Альтшаумбурга северо-западнее Кюстрина. Техника окапывается и маскируется. Силами разведки бригады организовано круглосуточное наблюдение за передним краем противника. Выбираются маршруты подхода к переправам и к местам сосредоточения.
09 апреля 1945 года — бригада передаётся из резерва армии в 26-й гвардейский стрелковый корпус. Личный состав занят боевой учёбой и подготовкой техники к боевым действиям.
12 апреля 1945 года — прошли полковые и бригадные учения. С приданными подразделениями 26-го гвардейского стрелкового корпуса отрабатывались совместные действия по прорыву обороны и отражению контратак противника.

#### Разведка боем
14 апреля 1945 года — 67-я гв. тяжёлая танковая бригада в ночь с 13 на 14 апреля переправляется через Одер и сосредотачивается согласно оперативному плану. 2 полка бригады приданы 94-й гв. стрелковой дивизии, 266-й стрелковой дивизии — один полк бригады. Пехота закреплена за боевыми машинами. После 10 минутной артподготовки, едва смолкли последние залпы, взревели моторы тяжёлых ИСов и танки устремились вперёд. Следом поднялась 67-я отдельная штрафная рота. Берлинская операция для бригады началась на 2 суток раньше. Это была разведка боем. До Берлина — 65 км. Танки прорвали первую линию оборону противника и продолжила движение ко второй позиции главной оборонительной полосы. Затем в образовавшийся прорыв пошли стрелковые полки дивизий первого эшелона, техника. В результате разведка боем одного батальона превратилась в наступательную операцию.
Первая полоса обороны 9-й парашютной дивизии была прорвана.
15 апреля 1945 года — преодолевая сопротивление противника, вышли к железной дороге Цехин-Лечин. Дорогу прикрывают подразделения 9-й парашютной дивизии — траншеи, ряды колючей проволоки, закопанные танки и противотанковые пушки, минные поля. Атакой 2 полками прорвали оборону и перерезали железную дорогу. Выполняя приказ командира 26-го гвардейского стрелкового корпуса, остановились и бригада закрепилась на указанном рубеже.
Из краткой сводки обобщённого боевого опыта оперативного отдела штаба 5-й ударной армии о боевых действиях армии в Берлинской операции: 
Таким образом, благодаря действиям войск армии огневая система противника к 16.4.45 г. оказалась нарушенной, его оборона в целом ослабевшей.

#### Путь до Берлина

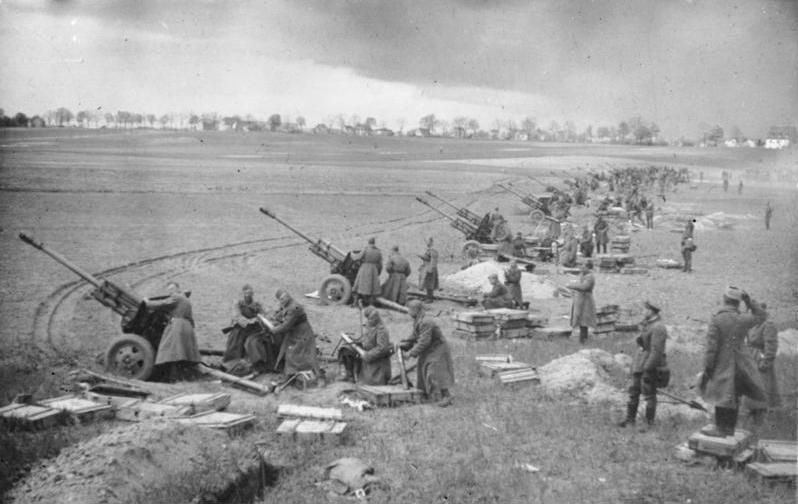
Советская артиллерия бьёт по Берлину

16 апреля 1945 года — в 05.20 после мощной 20-минутной артподготовки, войска 5-й ударной армии, при прожекторном освещении перешли в наступление. Бригада с утра отражала контратаки танков противника. С боями продвинулись до канала Брауер — Хаупт Грабен. Сапёры 94-й гв. стрелковой дивизии строили переправы через канал под прикрытием танкового огня. Переправившись на западный берег 67-я танковая бригада совместно с 94-й гв. стрелковой дивизией и 266-й стрелковой дивизией атаковали и преследовали противника и к вечеру вышли к реке Альта-Одер. За рекой проходит Вторая полоса обороны Берлина.
Мосты через реку, как и через каналы, взорваны. Сапёры под непрерывными бомбёжками и артобстрелом опять строили переправы для танков. Бригада танковым огнём прикрывала их. Построено 5 мостов под нагрузку 60 тонн. При строительстве переправ 94-я гв. стрелковая дивизия потеряла 86 человек. Бригада прорвала вторую полосу обороны и продолжала преследование отходящего противника. Через 6 км Восточное ответвление Второй полосы обороны. После короткого, ожесточённого боя и эта линия была прорвана. В ожидании подхода пехоты остановились и заняли оборону.
После прорыва одной линии обороны немцы отступают под прикрытие следующей полосы обороны. Между каждыми линиями обороны находятся части 9-й парашютной дивизии, 20-й моторизованной дивизии Вермахта, и танки танковой дивизии «Мюнхеберг», которые контратакуют наступающие части. Таким образом, после прорыва одной линии обороны, наступающие войска вынуждены отражать контратаки и с боями продвигаться до следующей линии обороны, где уже находятся свежие части противника.
Начальник штаба 5-й ударной армии генерал-лейтенант А. М. Кущев:
Наша армия с 16 по 24.4 на 60-километровой глубине, от исходного положения до пригорода Берлина, прорвала 12 промежуточных рубежей, разгромив части двух пехотных, двух танковых и двух механизированных дивизий. Кроме того, в завершении прорыва стоял Берлин.
18 апреля 1945 года — бригада отражает контратаки пехоты силою от 2 рот до батальона с 5 танками Тигр каждая. Преодолевая огневое сопротивление противника, продолжили наступление. У городка Рингенвальде проходит Западное ответвление полосы обороны и немцы превратили его в сильно укреплённый опорный пункт. Пехота залегла и продвижение вперёд закончилось.
Командующий фронтом маршал Жуков требует от войск фронта ускорить наступление и вести его днём и ночью.
В 1 час ночи пехоту распредели по танкам и атаковали «обхватом». После ожесточённого боя, противник отступил к Райхенбергу, за западное ответвление оборонительной полосы. В 05.00 атака с ходу, полоса обороны прорвана, Райхенберг взят, противник отступает по шоссе к Илову. Илов атакован с ходу, с флангов и взят. В течение ночи бригада с боями прошла 18 км и вышла к Предикову — крупному укреплённому узлу обороны на третьей полосе обороны — большое количество противотанковой артиллерии и закопанные танки, минные поля. Бригада три раза атаковала, но успеха не имела. Командир 26-го гв. стрелкового корпуса приказал бригаде повернуть на Грюнов. К вечеру Грюнов был атакован и взят.
Бой разгорелся за стратегически важный перекрёсток дорог южнее Предикова, на той же третьей полосе обороны. Бригада атаковала, но была вынуждена отступить; противники с фаустпатронами ведут огонь с флангов. Подошло свежее подкрепление, запросили в помощь корпусную артиллерию и миномёты. Новая атака, опять неудача и отход. Немцы вдоль дороги поставили противотанковую артиллерию, фаустников и минные поля. Противник силами до 2 батальонов, с артиллерийской поддержкой, с танками и САУ «Фердинанд» трижды переходил в контратаки. Все контратаки были отбиты. Передовая подвижная группа корпуса, созданная из всех находящихся в корпусе танковых частей также не смогла прорваться. В результате непродолжительного боя танковые части, потеряв 30 машин, отошли в Грюнов. Патовая ситуация продолжалась до подхода корпусной артиллерии и миномётов. После артподготовки вновь пошли в наступление. На этот раз третья оборонительная полоса была прорвана. Потери в бригаде — 17 танков, из которых 12 сгорело, 5 подбито.
Противник отходит в Штраусберг. Туда же и направлялся понёсший потери батальон СС «Норланд» и остатки частей гитлерюгенда. 56-й танковый корпус генерала Вейдлинга, расположенный в центре фронта, также начал отступление к германской столице.
После прорыва третьей полосы обороны продолжили наступление. Взяли Клостердорф. Контратаки немцев тяжёлыми танками. 112-й тяжёлый танковый полк с места отражал контратаки. Уничтожено три «Фердинанда» и четыре Тигра танковой дивизии «Мюнхеберг».
110-й и 111-й тяжёлые танковые полки обходят Штраусберг справа. Быстрота и неожиданность обходного манёвра позволила бригаде в захватить Вилькендорф, Гильсдорф и после прорыва Внешнего Берлинского обвода, взяли Везендаль. Появилась реальная угроза окружения группировки немцев в Штраусберге. Основная группировка начала отход на Берлин за Внешний Берлинский обвод. В 21:00 командир 94-й гв. стрелковой дивизии приказал к рассвету 21 апреля захватить Меров, Хенов. (Меров и Хенов находятся в 4-5 км за кольцевой городской автотрассой Берлинен Ринг. От Везендаля до Мерова 24 км. Полки бригады разделились: 110-й танковый полк пошёл на Меров, 111-й танковый полк— на Хёнов, 112-й танковый полк во втором эшелоне вместе с 266-й стрелковой дивизией доколачивал группировку в Штраусберге). К утру бригада задачу выполнила и перешла к обороне. Впереди был прорыв внутреннего оборонительного обвода Берлина.
Боеготовых танков: 110-й полк — 6 машин, 111-й полк — 11 машин, 112-й полк — 5 машин.

#### Бои в Берлине

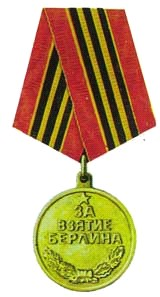
Медаль за взятие Берлина

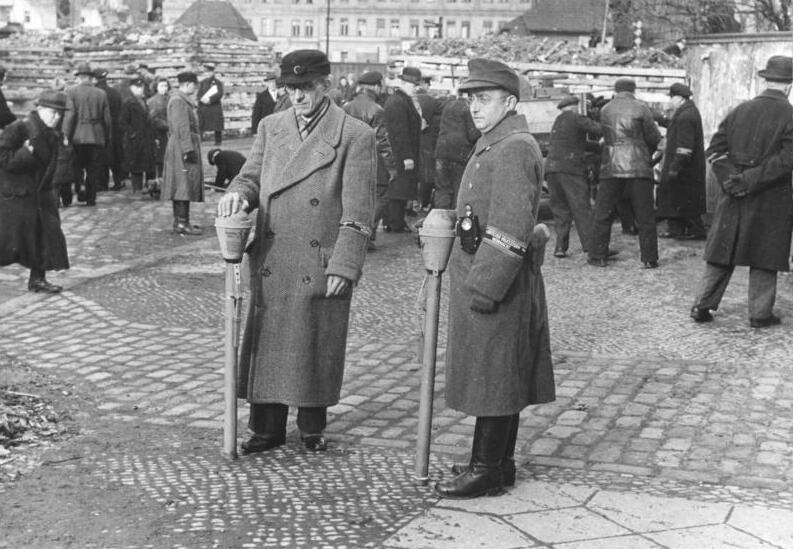
Фольксштурм. Фаустники из народного ополчения.

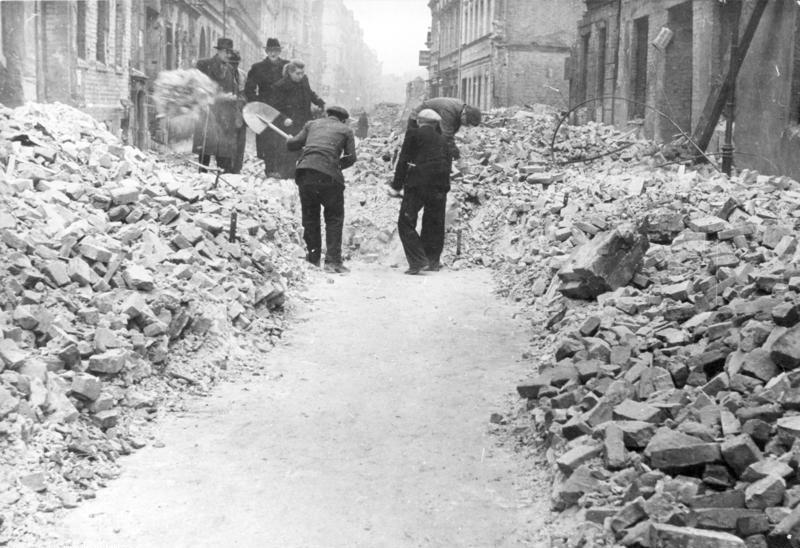
Расчистка улиц Берлина

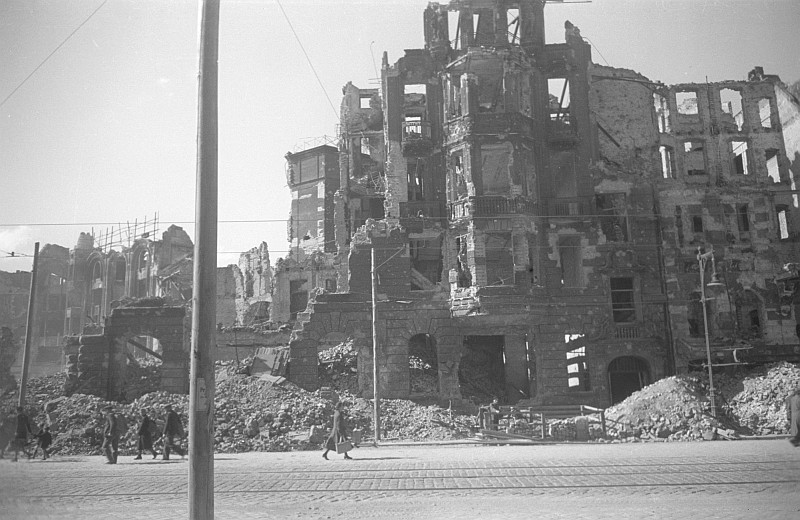
Разрушенный Берлин

21 апреля 1945 года — из воинских соединений, наступающих с восточного направления 26-й гвардейский стрелковый корпус первым вступил в пригороды Берлина. Пехотные подразделения противника при поддержки шести тяжёлых танков Тигр, из 56-го танкового корпуса контратаковали из Нойенхаген и пытались выбить 111-й танковый полк из Хёнова. Контратаки были отбиты. К концу дня, исполняя приказ командира 94-й гвардейской стрелковой дивизии 110-й и 111-й тяжёлые танковые полки двинулись на Марцан. В течение всей ночи бригада ведёт непрерывные бои.
С начала операции до вступления в пригороды Берлина бригада подбила 28 танков и САУ противника.
22 апреля 1945 года — к утру товарная станция Марцан была взята. Бригада переходит в подчинение 89-й гвардейской стрелковой дивизии, наступающей в первом эшелоне в направлении на Силезский вокзал, далее по левому берегу Шпрее, Рейхстаг. К этому моменту из 65 танков ИС-2 боеготовы — 24 танка, безвозвратные потери — 21 танк. Боезапас — 1,7 боекомплекта. Бригада уничтожила один Тигр, подбила два.
Э. Бивор, говоря об состоянии немецких войск на 22 апреля, отмечает, что в войсках Центральной группировки, были большие потери.
К утру 23 апреля, с боями, танки вышли на Франкфуртер аллею, немецкие танки ведут огонь вдоль улиц, снайперы стреляют с крыш домов, из окон подвалов по машинам — Фаустники. 94 гвардейская дивизия взяла Силезский вокзал. Подвалы домов оборудованы как огневые точки, разрушая их, расходовали по 2—3 боекомплекта. Лишь к исходу дня вышли на Варшауер-штрассе.
24 апреля 1945 года — бригада ведёт бои на Кенигсбергштрассе и Кюстринер-плац. Танки лишены манёвра на улицах Берлина. Продвижению вперёд сильно мешают построенные баррикады и завалы из битого кирпича у домов после налётов авиации союзников. Ожесточённые бои за каждое здание, переходящие в рукопашные схватки. Приданная пехота, просачивается во дворы, стремясь продвигаться вперёд, полностью не очищает улицы от фаустников, и те поджигают танки. В 110-м полку 3 боеготовых танка, в 111-м осталось 9 танков.
25 апреля 1945 года — тяжёлые непрерывные, круглосуточные бои. В пехотных дивизиях потери составляют до трети личного состава. Командир корпуса приказал полки первого эшелона свести в два батальона, сверхштатный штабной и тыловой состав направить в строевые батальоны. Продвижению вперёд препятствовал сильный огонь из здания, в котором немцы оборудовали огневые позиции. Ни танки, ни 76-мм орудия не помогали. Разрушить его смогли только с подходом артиллерии большого калибра. Экипажи машин в усталости крайней степени.
26 апреля 1945 года — бригада продвинулась до Коппенштрассе. Каждый дом, особенно нижние и подвальные этажи, оборудованы для стрельбы фаустгранатами по танкам. В домах созданы запасы вооружения и имеются случаи, когда гражданское население также ведёт огонь по танкам фаустгранатами. Немецкая авиация бомбит советские части.
29 апреля 1945 года — бригада вышла к Александерплац. Площадь простреливается перекрёстным огнём со всех сторон. Непрерывные бои у почтамта и здания Управления полиции. За сутки продвинулись на 100—200 метров. Три танка подбиты. В 89-й гвардейской стрелковой дивизии в батальонах осталось по две роты вместо трёх.
30 апреля 1945 года — бригада вышла к Шпрее, мосты через Шпрее взорваны. 94-я гвардейская стрелковая дивизия продвинулась до Вильгельмштрассе, и взяла ратушу. До Рейхстага остаётся 1500 метров. Только к концу дня смогли взять железнодорожную станцию Берзее и выйти на Ораниенбюргер-штрассе. Не имея боеготовых танков, 110-й тяжёлый танковый полк боевых действий не ведёт. В бригаде осталось 14 танков. На колоннах Рейхстага уже появились первые красные флажки и флаги, установленные воинами 150-й и 171-й стрелковых дивизий, но ожесточённые бои продолжались.
1 мая 1945 года — соединения 26-го гвардейского стрелкового корпуса продолжали вести уличные бои. В результате неоднократных атак продвинулись вперёд и заняли ряд кварталов. К 20:00 вели бой на рубеже: 94-я стрелковая дивизия с 67-й тяжёлой танковой бригадой — Центральный район, 79, 49, 56, 87 кварталы.
2 мая 1945 года — в течение всей ночи продолжались уличные бои в центральной части города, утром, на куполе Рейхстага, было установлено Знамя Победы. В первой половине дня командующий Берлинским гарнизоном генерал Гельмут Вейдлинг подписал капитуляцию. Днём стрелковые подразделения продолжали вести зачистку и принимали пленных.
3 мая 1945 года — закончив пленение основных сил противника, войска армии выходили в новые районы сосредоточения: 67-я тяжёлая танковая бригада — в районе леса, юго-западнее Майсдорф.

#### Потери
За время Берлинской операции с 14 апреля по 02 мая потери 67-й тяжёлой танковой бригады составили 122 человека убитыми, 221 человек ранеными. От артиллерийского огня сгорело 12 единиц ИС-2, от «фаустников» — 18 единиц ИС-2. 41 повреждённый танк в дальнейшем был отремонтирован.
В результате боёв бригадой было уничтожено 28 танков и САУ, 84 полевых орудия, 19 артиллерийских батарей, 16 зенитных батарей, 52 автомашины, 246 пулемётных точек противника, 950 миномётов, более 3500 солдат, захвачено 5 танков и 900 самолётов, а также 8000 военнопленных.

## Состав

### Состав 29-й танковой бригады
- Рота управления[13] [штат № 010/345]

- разведывательный взвод
- взвод связи
- сапёрный взвод
- комендантский взвод

- 35-й отдельный танковый батальон [штат № 010/394], 2 июля 1943 переименован во 2-й танковый батальон
- 421-й отдельный танковый батальон [штат № 010/394], 2 июля 1943 переименован в 1-й танковый батальон
- Мотострелково-пулемётный батальон
- Истребительно-противотанковая артиллерийская батарея
- Зенитная батарея
- Рота технического обеспечения
- Медико-санитарный взвод

### Состав 67-й гв. тяжёлой танковой бригады
- Управление бригадой

- Рота управления
- Разведывательная рота

- 110-й гвардейский тяжёлый танковый полк — 21 танк ИС-2 (4 танковых роты по 5 тяжёлых танков ИС-2 плюс один танк командира полка).
- 111-й гвардейский тяжёлый танковый полк — 21 танк ИС-2 (4 танковых роты по 5 тяжёлых танков ИС-2 плюс один танк командира полка).
- 112-й гвардейский тяжёлый танковый полк — 21 танк ИС-2 (4 танковых роты по 5 тяжёлых танков ИС-2 плюс один танк командира полка).
- Моторизованный батальон автоматчиков
- Рота технического обеспечения
- Зенитно-пулемётная рота
- Медико-санитарный взвод

## Укомплектованность
На 7 апреля 1945 года:
- ИС-2 — 65 штук
- Т-34 — 1 машина (в роте разведки бригады)
- Тягачей КВ-1 — 3 штуки.
- Су-57 — 3 штуки.
- Бронетранспортёров М3-А1 — 19 штук.
- Бронемашин БА-64 — 3 штуки.
- Зенитных установок М-15 — 10 штук.
- Автомашин всех марок — 205 штук.
- Мотоциклов — 28 штук.
- ГСМ — 2,5 заправки
- Боекомплектов — 3
- Продовольствие — 13 дней
- Штат 1666 человек.

### 1990
- 723-й гвардейский мотострелковый Краснознамённый, ордена Суворова полк[14], Ратенов (31 Т-80, 99 БМП-2, 42 БМП-1, 7 БРМ-1К, 2 БТР-70, 2 БТР-60, 18 2С1 «Гвоздика», 18 2С12 «Сани», 7 МТЛБ)

## Командиры
- Клименко, Михаил Михайлович — с 02 апреля 1942 по 30 августа 1943 подполковник, с 21 июля 1942 полковник
- Бачакашвили, Иосиф Давидович — с 31 августа 1943 до 09 мая 1945 подполковник, с 01 февраля 1944 года полковник.

## Знаки отличия
| Награда                   | Дата           | За что получена |
| ------------------------- | -------------- | --- |
| Орден Красного Знамени    | 21 января 1944 | За участие в освобождении Новгорода — по преемственности от 29-й танковой бригады (Указ Президиума Верховного Совета СССР «О награждении орденами соединений и частей Красной Армии» с грифом «секретно». Объявлен секретным приказом заместителя Народного Комиссара Обороны СССР от 4 февраля 1944 г. № 026 «С объявлением Указов Президиума Верховного Совета СССР»). |
| Орден Суворова II степени | 28 мая 1945    | За образцовое выполнение заданий командования в боях при прорыве обороны немцев и наступлении на Берлин и проявленные при этом доблесть и мужество (Указ Президиума Верховного Совета СССР «О награждении орденами соединений и частей Красной Армии» с грифом «секретно». Объявлен секретным приказом Народного Комиссара Обороны СССР от 28 июня 1945 г. № 0120).      |

## Известные воины бригады
- Поршонок, Ольга Дмитриевна (Сотникова; род. 1921) — заместитель командира роты тяжёлых танков ИС-122 112-го тяжёлого танкового полка. Гвардии младший техник-лейтенант.
- Кулида Георгий Александрович (род. 17 сентября 1926, ум. 21 августа 2021) — десантник танка ИС-2, гвардии рядовой, после войны проживал в Житомире.